# Samland (Schiff, 1929)
Die Samland, ex Hansa, war ein deutscher Tanker, der von der Reichsmarine und Kriegsmarine ab 1930 als gecharterter Versorger und ab 1937 als marineeigenes Trossschiff genutzt wurde. Das Schiff wurde im Zweiten Weltkrieg im Juni 1940 durch das britische U-Boot Tetrarch versenkt.

## Geschichte
Das Schiff lief im Juli 1929 bei den Schichau-Werken in Danzig mit der Baunummer 1184 und dem Namen Hansa für die Atlantic Tank Reederei vom Stapel. Es war 125,91 m lang und 16,05 m breit, hatte 10,65 m Tiefgang und war mit 5978 BRT vermessen. Eine Dieselmaschine verlieh ihm eine Höchstgeschwindigkeit von 12 Knoten.
Die Hansa wurde bereits im Jahre 1930 von der Reichsmarine gechartert, um deren Schulschiffe und Kreuzer bei ihren langen Auslandsreisen zu versorgen. So begleitete sie 1930/31 die Emden, 1932/33 die Köln und 1933/34 die Karlsruhe. Die dabei gemachten Erfahrungen waren gut. Da die Kriegsmarine ihre Panzerschiffe und Kreuzer im Kriegsfall zum Führen von Handelskrieg einzusetzen gedachte und ihr keine überseeischen Stützpunkte zur Verfügung standen, plante man die Versorgung dieser Handelsstörer, und gegebenenfalls auch von U-Booten, durch sogenannte Trossschiffe, marineeigene Tankschiffe mit Laderaum und Ladeeinrichtung für Trockengüter zur Versorgung von Überwasserstreitkräften bei weiträumigen und langfristigen Unternehmungen. Bauaufträge für die ersten drei der später als Dithmarschen-Klasse bezeichneten Schiffe wurden 1936 vergeben. Die Hansa selbst wurde 1937 nach einem Einsatz von Januar bis Juli zur Unterstützung der vor Spanien eingesetzten Einheiten von der Kriegsmarine gekauft und ab Juli 1937 in Hamburg umgebaut. Am 17. November 1937 wurde sie mit dem neuen Namen Samland als erstes Trossschiff der Kriegsmarine in Dienst gestellt und kam bis zum Untergang unter das Kommando von Oberleutnant zur See d. R. Karl Bartel.
Bereits vor Beginn des Zweiten Weltkriegs war die Samland mehrfach an überseeischen Einsätzen der Kriegsmarine beteiligt. So versorgte sie bereits während des Spanischen Bürgerkriegs Einheiten der Kriegsmarine, die an der internationalen Seeblockade zur Durchsetzung des Waffenembargos gegen Spanien teilnahmen. Im September 1938, als das Panzerschiff Deutschland während der Sudetenkrise eine Warteposition im Seegebiet zwischen den Azoren und den Kanaren bezog, um von dort aus im Falle des Ausbruchs von Feindseligkeiten Handelskrieg zu führen, wurde die Samland zur Versorgung hinzubeordert. Beide Schiffe kehrten im Oktober nach der Beilegung der Krise wieder nach Deutschland zurück.
Bei Kriegsbeginn wurde die Samland dem Marinegruppenkommando West zugeteilt, das für die Operationen in der Nordsee und dem Atlantik zuständig war, und das Schiff wurde zur Versorgung der dort operierenden Kriegsschiffe genutzt. Dabei wurde es am 16. Juni 1940 vor der Südspitze Norwegens, etwa 5 Seemeilen südwestlich von Lista bei 58° 12′ 0″ N, 6° 13′ 0″ O, von dem britischen U-Boot Tetrarch torpediert und versenkt.